# Trigoniumaceae
Famille
Les Trigoniumaceae sont une famille d'algues de l'embranchement des Bacillariophyta (Diatomées), de la classe des Coscinodiscophyceae et de l’ordre des Stellarimales.

## Étymologie
Le nom de la famille vient du genre type Trigonium, dérivé du grec τριγωνο /  trigono, « à trois angle ; triangle », ou de τρι / tri, trois, et γωνι / goni, « angle, coin », en référence à la forme triangulaire de certaines espèces de cette diatomée. Mais le nombre d'angles de ce genre peut varier entre 2, 3, 4 ou 5.

## Description
La description du genre type Trigonium, est la suivante : 

« Valves à trois, quatre et cinq angles avec des protubérances aux coins, portant des pseudocelles. L'aréole à structure polygonale est connexe, parfois libre, et disposée en rangées secondaires concentriques partant du centre. Les aréoles sont aréolées, avec un cribra externe et un foramen interne. Rimoportules regroupées, au centre de la face de la valve. »

## Distribution
Des espèces de Trigonium ont été signalées dans l'Arctique et l'Antarctique, largement dans l'Atlantique Nord et le Pacifique, ainsi que dans la Méditerranée et l'Atlantique Sud. Le genre se trouve également dans des dépôts fossiles du Crétacé supérieur, de l'Éocène supérieur et du Miocène.

## Liste des genres
Selon AlgaeBase (27 juillet 2022) :
- Trigonium Cleve, 1867

## Systématique
Le nom correct complet (avec auteur) de ce taxon est Trigoniumaceae Glezer, 2019.
Le nom genre type Trigonium avait d'abord été utilisé par Per Teodor Cleve pour nommer l'espèce Trigonium arcticum (Brightwell) Cleve 1868 (avec pour basionyme l'espèce Triceratium arcticum Brightwell, 1853).
En 2002, Trigonium fut attribué à la famille des Trigoniumaceae par Nikolaev et Makarova, qui citèrent des travaux de Zoïa Ilyinichna Glezer (d) datant de 1986. Or les deux auteurs russes n'ont pas fourni de description latine, ce qui, conformément aux règles de nomenclature botaniques, invalida le nom et la référence à l'année 1986.
En 2019 Geraldo Ramos (d) et Carlos Moura (d) corrigent cette anomalie et valident le nom de Glezer, mais la famille des Trigoniumaceae se voit alors attribuer 2019 comme date de référence, et non 1986, et ce en dépit du fait que Glezer soit morte en 2006. 

## Publication originale
- (en) Geraldo José Peixoto Ramos et Carlos Wallace do Nascimento Moura, « (76) Request for a binding decision on whether Trigonium Cleve (Bacillariophyta: Trigoniumaceae) and Trigonum A.K. Mahato & P. Mahato (Streptophyta: Zygnemataceae) are sufficiently alike to be confused », Taxon, Utrecht, IAPT (d) et Wiley, vol. 68, no 2,‎ avril 2019, p. 415–416 (ISSN 0040-0262 et 1996-8175, DOI 10.1002/TAX.12048, lire en ligne).